# Ramularia cochleariae
Ramularia cochleariae är en svampart som beskrevs av Cooke 1883. Ramularia cochleariae ingår i släktet Ramularia och familjen Mycosphaerellaceae.   Inga underarter finns listade i Catalogue of Life.